# Гіттберген
Гіттберген (нім. Hittbergen) — громада в Німеччині, розташована в землі Нижня Саксонія. Входить до складу району Люнебург. Складова частина об'єднання громад Шарнебек.
Площа — 14,64 км2. Населення становить 930 ос. (станом на 31 грудня 2021).

## Географія

### Географічне розташування
Гіттберген лежить на захід від природного парку Ельбуфер-Дравен у болотистій місцевості Ельби. Муніципалітет належить до об'єднаного муніципалітету Шарнебек, адміністративний центр якого знаходиться в муніципалітеті Шарнебек.
Хіттберген з Барфьорде характеризується сільськогосподарською діяльністю (893 мешканці). Орієнтирами цього мальовничого муніципалітету є церква з тисячолітнім дубом перед нею та млин.
Муніципалітет Хіттберген та його райони розташовані в типовому ельбському болотистому ландшафті (у східній частині також болотистому), який характеризується великою кількістю водотоків, менших канав і великих водоприймачів, таких як Маршветтер і, звичайно, сама Ельба.
Здалеку видно ще одну визначну пам'ятку Хіттбергена - вітряк, галерейний вітряк, який був виведений з експлуатації в 1961 році. Хрест на крилі, ковпак і роза вітрів досі збереглися. Зараз млин використовується як житловий будинок. У 1998/99 роках були проведені масштабні реставраційні роботи на даху млина, розі вітрів та вітрилах.